# Скарлз, Оливер
О́ливер Джеймс Скарлз (англ. Oliver James Scarles; родился 12 декабря 2005, Бромли) — английский футболист, крайний защитник клуба «Вест Хэм Юнайтед».

## Клубная карьера
Уроженец Бромли, Скарлз стал игроком футбольной академии «Вест Хэм Юнайтед» в 2013 году. С 2014 по 2017 год тренировался в футбольной академии «Челси», после чего вернулся в «Вест Хэм Юнайтед». В июне 2022 года подписал с клубом школьный контракт.
3 ноября 2022 года Скарлз дебютировал в основном составе «Вест Хэм Юнайтед» в матче Лиги конференций УЕФА против румынского клуба ФКСБ. Главный тренер «молотобойцев» Дэвид Мойес назвал дебют Скарлза «выдающимся».
В сезоне 2022/23 Скарлз помог «молотобойцам» выиграть Молодёжный кубок Англии, обыграв в финальном матче на «Эмирейтс» команду «Арсенала» со счётом 5:1.
16 декабря 2024 года дебютировал в Премьер-лиге, выйдя на замену в матче против «Борнмута».

## Карьера в сборной
Выступал за сборные Англии до 16, до 17, до 18 и до 20 лет.